# Marie Němečková
Marie Němečková, provdaná Schweistillová (11. května 1830 – 27. února 1912) je známá jako zprostředkovatelka korespondence Karoliny Světlé a Jana Nerudy.

## Život
Narodila se v rodině vrátného Josefa Němečka a jeho manželky Ludmily, rozené Breičkové.
Dne 19. ledna 1870 se provdala za učitele (později ředitele dívčí školy) Aloise Schweistilla. Stala se jeho třetí manželkou, zatímco sama se vdávala poprvé.

## Marie Němečková a vztah Karoliny Světlé s Janem Nerudou
V roce 1862 vznikl blízký vztah mezi již provdanou Karolinou Světlou–Mužákovou a Janem Nerudou. Předpokládá se, že vztah byl spíše platonický a že Světlá chtěla Nerudovi, který byl zadlužen, pomoci. Prodala rodinný šperk a místo něj nechala zhotovit kopii. Peníze za šperk poslala poste restante prostřednictvím své přítelkyně Němečkové Nerudovi; Němečková se z podpisu na stvrzence „Karl Barta, recte Johann Neruda“ dozvěděla, komu jsou adresovány a informaci nezamlčela. Němečková také údajně nedoručila Světlé Nerudův dopis na rozloučenou. Po prozrazení aféry manžel nepřistoupil na rozvod, Nerudovy dopisy Světlé byly spáleny a existují jen v opisech.

## Umělecké ztvárnění a dokumenty
- Umělecky byly vztah Světlé a Nerudy a role Marie Němečkové popsány např. v československém filmu z roku 1978 Příběh lásky a cti režiséra Otakara Vávry; Marii Němečkovou v něm hrála Jana Smrčková, Karolinu Světlou Božidara Turzonovová a Jana Nerudu Jiří Bartoška
- Korespondenci Karoliny Světlé se Sofií Podlipskou, Marií Němečkovou a Janem Nerudou vydalo v roce 2007 nakladatelství Paseka pod názvem Bouřky: Příběh Karoliny Světlé a Jana Nerudy